# Grafschaft Reichenhall

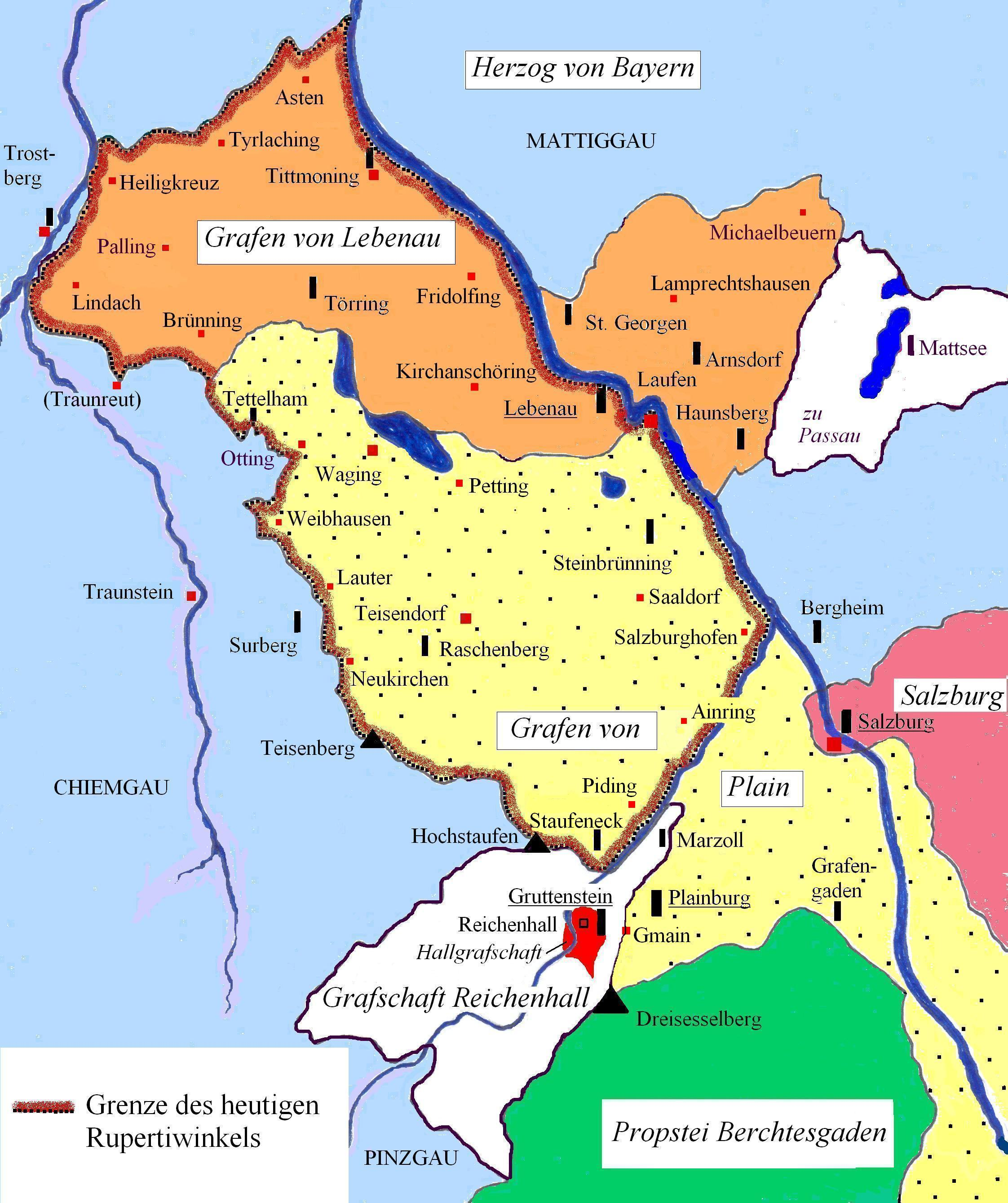
Heimatkundliche Darstellung einer „Grafschaft Reichenhall“ innerhalb des nördlichen Salzburggaus

Als Grafschaft Reichenhall wird gelegentlich ein mittelalterliches Territorium innerhalb des früheren Salzburggaus bezeichnet, welches sich im Saalachtal bis ins frühe 11. Jahrhundert über das Gebiet der heutigen Stadt- und Landgemeinden von Bad Reichenhall, Schneizlreuth und Bayerisch Gmain in Oberbayern erstreckt haben soll. In der Form „Grafschaft Salfeld, oder Reichenhall“, auch „Grafschaft an der Sa(a)le“ taucht die Bezeichnung in der Literatur des frühen und fortgeschrittenen 19. Jahrhunderts auf, aber auch in heimatkundlichen Darstellungen. In der jüngeren Literatur erscheint die Bezeichnung nur bei Fritz Hofmann. Als einziger Beleg, allerdings erst aus einer Darstellung der frühen Neuzeit, kann Georg Trauner: Beschreibung der Urbargüter im Gericht und der Grafschaft Reichenhall von 1555 angeführt werden. Zeitlich näher liegende Quellen für die Existenz einer Grafschaft Reichenhall gibt es keine. Lediglich eine vom Erzstift Salzburg vergebene, in ihrer Funktion nicht exakt zu fassende Hallgrafschaft, das heißt eine Salzgrafschaft mit für die Salzproduktion in Reichenhall zuständigen Amtsträgern ist etwa ab 1077/80 nachzuweisen. Sie fiel womöglich bereits 1169 zumindest zeitweise an den bairischen Herzog Heinrich den Löwen zurück, spätestens aber 1218 wurde die Hallgrafschaft endgültig von Herzog Otto I. eingezogen, womit dann eine etwa 140-jährige, „durch romanhafte Überhöhung heute zum wirklichkeitsfremden Mythos“ gewordene Ära der Hallgrafen in Reichenhall geendet hätte.